# CK Hutchison Holdings
CK Hutchison Holdings Limited è un conglomerato multinazionale registrato presso le isole Cayman e con sede a Hong Kong. La società è nata nel marzo 2015 dalla fusione di Cheung Kong Holdings Limited con la sua principale consociata Hutchison Whampoa Limited.

## Società
La compagnia possiede partecipazioni rilevanti in imprese di diversi settori. Diverse società controllate possiedono anche partecipazioni in loro consociate.

### Telecomunicazioni
- 3 (100%) - marchio di telefonia mobile presente in Austria, Danimarca, Irlanda, Regno Unito e Svezia.
- Hutchison Asia Telecom Group (100%) - gestisce le reti di telefonia mobile in Indonesia, Sri Lanka e Vietnam.
- Hutchison Telecommunications Hong Kong Holdings (66,09%) - gestisce la rete di telefonia mobile a marchio 3 di Hong Kong.
- Vodafone Hutchison Australia (50%) - joint venture con Vodafone, fornitrice di servizi di telefonia mobile in Australia.
- Wind Tre (100%) - fornitrice di servizi integrati di telefonia mobile, fissa e internet in Italia, controllata totalmente da Hutchison.

### Infrastrutture
- Cheung Kong Infrastructure Holdings (75,67%) - possiede diverse società di infrastrutture in tutto il mondo.
  - Eversholt Rail Group
  - Australian Gas Networks
  - UK Power Networks
  - Northern Gas Networks
  - Northumbrian Water Group
  - Wales & West Utilities
  - Power Assets Holdings (38,87%)
    - Hongkong Electric Company - partecipazione di minoranza del 33,37% detenuta tramite Power Assets Holdings.[4]

### Porti
- Hutchison Port Holdings

### Vendita al dettaglio
- A.S. Watson Group (75%)[5] - health and beauty retail group, with subsidiaries around the world.
  - Watsons
  - ParknShop
  - Kruidvat
  - Superdrug
  - ICIPARIS XL
  - Marionnaud
  - The Perfume Shop
  - Savers Health & Beauty

### Energia
- Husky Energy (40,2%) - compagnia energetica canadese.

### Altro
- CK Life Sciences (45,32%)
- TOM Group (36,7%)